# Joanne
Joanne és el cinquè treball discogràfic de l'artista estatunidenca Lady Gaga. Va ser publicat el dia 21 d'octubre del 2016, i promocionat amb els senzills Perfect Illusion, A-Yo, Million Reasons i Joanne (Where Do You Think You're Going). El disc va ser nominat als premis Grammy com a millor disc pop.

## Antecedents
Lady Gaga va anunciar el títol i la data de llançament del disc el dia 15 de Setembre en una entrevista radiofònica. També va desvelar que es publicaria en dos edicions: una estàndard amb 11 pistes i una deluxe amb 14. El disc porta el nom de la seva tieta Joanne Germanota, que va morir de Lupus als 19 anys. Lady Gaga va treballar amb Mark Ronson en totes les cançons del disc. Altres músics de renom també es van involucrar en algunes de les pistes com Hillary Lindsey (co-composició i segones veus en algunes cançons, entre les quals Million Reasons), Josh Homme (líder de Queens Of The Sone Age, que toca la guitarra a Perfect Illusion), Bloodpop (co-producció en diverses pistes), Beck (co-composició a Dancin In Circles), Father John Misty (co-composició a Come To Mama) i RedOne (co-composició a Angel Down).

## Actuacions promocionals

### Actuacions televisades
Lady Gaga va promocionar el disc amb actuacions televisades en diferents països com el Regne Unit, els Estats Units, França o Japó. El dia després del llançament de Joanne, va actuar a SNL presentant dues cançons del disc: A-Yo i Million Reasons. Durant aquella setmana també va aparèixer al programa de James Corden The Late Late Show, inclosa en la seva popular secció Carpool Karaoke.
A principis del mes de novembre Lady Gaga va visitar Japó i va aparèixer en diversos programes de televisió, presentant Perfect Illusion (tant en format acústic com similar a la versió original), A-Yo, Million Reasons i Joanne. Durant el mateix mes va actuar a la gala dels American Music Awards, presentant Million Reasons.
Al mes de Desembre, quan Lady Gaga era al Regne Unit, va actuar al programa de televisió d'Alan Carr, presentant Joanne i Million Reasons. També va presentar Million Reasons al X Factor Britànic i a la Royal Variety Performance, on va actuar per la família reial.
Va ser una de les escollides per actuar durant la desfilada de Victoria's Secret, que aquell any va tenir lloc a Paris. Hi va actuar en dos ocasions: en primer lloc amb un medley d' A-Yo i John Wayne i després amb Million Reasons. Durant la seva estada a la capital francesa, Gaga va aparèixer al programa C'Cauet sur NRJ, presentant Million Reasons i Just Another Day.
Al Gener del 2018 va actuar a la gala dels premis Grammy acompanyada de Mark Ronson, presentant Joanne i Million Reasons.

### Superbowl
El dia 5 de febrer de 2017, Lady Gaga va ser l'encarregada de l'actuació de la mitja part de la Super Bowl. L'espectacle va tenir una duració de 13 minuts, i Lady Gaga va presentar sis de les seves cançons: Poker Face, Born This Way, Just Dance, Telephone, Million Reasons i Bad Romance; així com versions de God Bless America d'Irving Berlin i This Land is Your Land de Trevor Guthrie. Va ser una de les poques ocasions en les quals un únic artista protagonitza tot l'espectacle de la Superbowl, sense que hi hagi cap convidat.
Aquesta actuació va renovar l'interès del públic general en ella, en especial als Estats Units. Amb espectaculars: Joanne va situar-se a la segona posició del Billboard 200, Million Reasons al número 4 del Hot 100 i fins i tot Bad Romance va aconseguir tornar al Hot 100, situant-se a la posició 50 més de set anys després de la seva publicació.

### Coachella
Lady Gaga va ser la cap de cartell de l'edició del 2017 d'aquest festival, que va ser retransmesa en directe i enregistrada oficialment. Va ser un espectacle únic, totalment diferent al del Joanne World Tour on va interpretar cançons que habitualment queden fora dels seus concerts com Teeth, Venus, Speechless o Sex Dreams. Durant l'actuació va estrenar una nova cançó, The Cure, que va ser llançada just després del final de l'actuació.

### Joanne World Tour
El dia 6 de Febrer, hores després de la Superbowl, Gaga va anunciar les dates de la gira Joanne World Tour amb concerts a Europa i Amèrica del Nord. Tal com estava previst, la gira va començar el dia 1 d'agost de 2017 a Vancouver, Canadà. Malhauradament va haver de posposar la secció europea del Joanne World Tour i va haver de cancel·lar la seva aparició al Rock In Rio (l'únic concert que anava a fer a Amèrica del Sud) a causa de la Fibromiàlgia. Les dates europees es van reprogramar per principis de 2018, però els problemes de salut van tornar, i va haver de cancel·lar alguns dels concerts definitivament. Aquesta gira va comptar amb dos concerts a Barcelona, inicialment programats pels dies 21 i 22 de Setembre, i que finalment van tenir lloc els dies 14 i 16 de gener del 2018.

## Senzills

### Perfect Illusion
A mitjan mes d'agost, Lady Gaga va publicar diverses imatges al seu Instagram, que en conjunt feien un "collage" on anunciava el llançament del seu proper senzill: ja en desvelava el títol "Perfect Illusion" i el mes de llançament (Setembre). Finalment la cançó es va publicar el dia 9 de setembre de 2016, i era d'un estil pop-rock, molt allunyat de qualsevol dels diferents estils que Gaga havia tingut durant la seva carrera. Perfect Illusion va tenir un impacte comercial més aviat moderant, arribant al número 15 al Hot 100 i al número 12 de la llista de senzills del Regne Unit. El dia 16 de Setembre es va emetre un avançament del videoclip entremig del capítol de Scream Queens. El videoclip oficial es va publicar el dia 20 de Setembre.

### Million Reasons
Tot i que va estrenar-se en primer el dia 4 d'Octubre lloc com un senzill promocional, aquesta balada va ser escollida com a segon senzill oficial del disc. En alguns mercats va tenir una acollida molt millor que Perfect Illusion, i en va tenir un recorregut similar a les llistes d'èxits. Després de la seva actuació a la Superbowl, Million Reasons va situar-se al número 4 del Hot 100. El videoclip de la cançó va estrenar-se el dia 15 de Desembre i va ser una continuació del de Perfect Illusion. És la única cançó de la era Joanne que compta amb remescles oficials. Se'n van publicar dues per separat: la de KVR i la d'Andrelli. Lady Gaga va cantar aquesta segona durant la seva actuació a Coachella, en lloc de la versió original. Million Reasons va ser nominada al Grammy per la millor cançó pop interpretada per un solista.

### Joanne
La versió original va ser llançada com a senzill a Itàlia durant el mes de Desembre del 2017. El dia 22 de gener de 2018, Gaga va publicar una nova versió de la cançó anomenada "Joanne (Where Do You Think You're Going) [Piano Version]", acompanyada del seu videoclip. Aquesta nova versió va guanyar un premi Grammy en la categoria de millor cançó pop interpretada per un solista.

### Altres cançons que van rebre promoció

#### A-Yo
El dia 18 d'Octubre (només tres dies abans del llançament del dsic) A-Yo va ser estrenat com a tercer i últim senzill promocional del disc. Aquesta cançó va comptar amb diverses actuacions televisades com el Victoria's Secret Fashion Show, SNL, Smap X Smap i The Late Late Show with James Corden.

#### John Wayne
Pocs dies després de l'actuació de Lady Gaga a la Superbowl (el dia 9 de Febrer), es va publicar el videoclip per aquesta cançó que tanca la trilogia iniciada per Perfect Illusion i Million Reasons. El videoclip està dirigit per Jonas Akerlund, que ja va treballar amb Gaga als videoclips de Telephone i Paparazzi.

## Èxit comercial
Joanne va entrar a la primera posició del Billboard 200, convertint-se en el quart àlbum de Gaga en aconseguir-ho. En la seva primera setmana va vendre més de 200 milers d'unitats (170 milers si no es compten els streams) Durant la seva segona setmana va vendre més de 60 milers d'unitats, i va caure fins a la cinquena posició. Un any després de la seva publicació, el disc va obtenir el disc de platí de la RIAA per haver superat el milió d'unitats als Estats Units. Al canadà, en canvi, va quedar-se a la segona posició. Joanne ha obtingut el disc d'or canadenc al superar les 40.000 unitats. L'actuació de a la Superbowl va tenir un gran impacte en ambdós mercats nord-americans: al Canadà va pujar del número 54 al 2 i als Estats Units de la 66 a la 2.
Pel que fa al Regne Unit, Joanne va entrar al número 3 i no va arribar a una posició més alta en cap moment. Al març del 2017, va obtenir el disc d'Or de la BPI per haver venut més de 100.000 còpies del disc al Regne Unit. A l'Octubre del 2018 es va anunciar que havia superat les 143.000 còpies en aquest mercat. A França, Joanne va entrar al número 9 venent poc més de 8.000 còpies, cosa que la premsa va qualificar com un dels fracassos de l'any. Al 2018, Joanne va obtenir el disc d'or al superar els 50 milers de còpies. Tant a Austràlia com a Nova Zelanda, Joanne va entrar a la segona posició de les seves respectives llistes de discos més venuts de la setmana.
A finals del 2016, ja havia superat el milió de còpies venudes segons la IFPI.

## Llista de cançons
Edició estàndard:
1. Diamond Heart
2. A-Yo
3. Joanne
4. John Wayne
5. Dancin In Circles
6. Perfect Illusion
7. Million Reasons
8. Sinner's Prayer
9. Come To Mama
10. Hey Girl (amb Florence Welch)
11. Angel Down

Edició especial:
12. Grigio Girls
13. Just Another Day
14. Angel Down (Work Tape)
Edició especial japonesa:
15. Million Reasons (Work Tape)

## Guardons
Nominacions
- 2018: Grammy al millor àlbum de pop vocal